# Digimon Ghost Game
Digimon Ghost Game (japanisch デジモンゴーストゲーム, Dejimon Gōsuto Gēmu) ist eine Animeserie aus den Jahren 2021 bis 2023 und die neunte Serie des Digimon-Franchise. Die Geschichte dreht sich um Hiro, Kiyoshirō, Ruli und ihre Digimon-Partner, die in verschiedene, seltsame Phänomene verwickelt werden. Es handelt sich um den ersten Digimon-Anime im Horror-Genre.
In Japan wurde der Anime bei Fuji TV gezeigt. Die internationalen Rechte wurden von der amerikanischen Streaming-Plattform Crunchyroll erworben, sodass die Serie in Europa, Süd- und Nordamerika, Ozeanien sowie Südafrika simultan mit Untertiteln veröffentlicht werden konnte.

## Handlung
In naher Zukunft wird eine neue Technologie entwickelt. Die sozialen Netzwerke sind voller Gerüchte bezüglich unheimlicher Phänomene unbekannter Herkunft, welche als „holographische Geister“ bezeichnet werden. Hiro Amanokawa ist ein Mittelschüler im ersten Jahr, der ein mysteriöses Gerät aktiviert, welches ihm sein Vater hinterlassen hat – das sogenannte Digivice. Er kann nun unbekannte Kreaturen sehen, die normalen Menschen verborgen bleiben: Die Digimon. Seit seiner ersten Begegnung mit dem Digimon Gammamon, das sein Vater ihm anvertraut hat, wird Hiro in verschiedene seltsame Phänomene verwickelt; unter anderem stiehlt ein Mann mit zugenähtem Mund den Menschen die Zeit und ein Mumienmann, der Menschen entführt, streift jede Nacht umher. Von hier an beginnt eine Geschichte am anderen Ende der Welt, die bis dahin niemand gekannt hat. Zusammen mit Gammamon und seinen Freunden betritt Hiro durch das Tor zur Digiwelt eine mystische Welt, welche die Digimon ihr Zuhause nennen.

## Charaktere
Jeder der Protagonisten ist mit Smartwatches wie dem Digivice-V und Speicherkarten, ähnlich wie DIM-Cards, ausgestattet.
Hiro Amanokawa (天ノ河 宙)
Hiro ist ein 13-jähriger Mittelschüler, der das Internat der Hazakura-Schule besucht. Er ist ein zuverlässiger, selbstständiger Junge, der nie etwas ablehnt und über eine neugierige Natur verfügt. Nachdem er Gammamon durch seinen Vater, Hokuto Amanokawa, kennenlernt, beginnt er, sich für Digimon zu interessieren. Aufgrund seiner Erziehung neigt er dazu, seine kindliche Seite zu unterdrücken, dennoch bleibt er fürsorglich. Markant ist die Narbe an seinem linken Ohr.
Ruri Tsukiyono (月夜野 瑠璃)
Ruri, ebenfalls 13 Jahre alt, ist eine Schülerin der Mittelschule im ersten Jahr, die eine kombinierte Mittel- und Oberschule für Mädchen besucht. Sie betreibt einen Social-Media-Account namens „Lirurun“ (りるるん), mit dem sie schnell an Popularität gewinnt. Sie ist gesellig und hat daher auch viele Freunde. Des Weiteren sucht Ruri nach Dingen, welche ihrem Geschmack entsprechen, und ist überaus neugierig. Ihr Digimon-Partner, Angoramon, hört ihr gerne zu, wenn sie Klavier spielt. Obwohl sie ein aufgeschlossenes Mädchen ist, das großes Geschick besitzt und in annähernd allen Aktivitäten begabt zu sein scheint, hat sie Schwierigkeiten, Dinge zu identifizieren, die sie für sich passend empfindet. Auf diesem Grund kämpft sie oft mit Langeweile.
Kiyoshirō Higashimitarai (東御手洗 清司郎)
Der 14-jährige Kiyoshirō ist Schüler der Mittelstufe im zweiten Jahr und leitet den Schlafsaal für Jungen an der Hazakura-Schule. Kiyoshiro ist ein Genie, welches seinen Abschluss an einer amerikanischen Graduiertenschule durch das Überspringen von Schuljahren bewerkstelligte und aus unbekanntem Grund sein Schülerleben in Japan verbringt. Zwar zeigt sich durch seine Äußerungen oft eine herablassende Attitüde, jedoch erscheint Kiyoshiro selbst feige, sobald Gefahr im Verzug ist.
Gammamon (ガンマモン)
Gammamon ist ein Digimon, das sich durch Hiros Vater Hokuto Amanokawa bei Hiro Amanokawa einfand. Es hat die Angewohnheit, alles zu beißen. Obwohl es schelmisch ist, verhält es sich Hiro und den anderen gegenüber gehorsam. Sein Lieblingsessen ist Schokolade.
Angoramon (アンゴラモン)
Angoramon ist ein Digimon mit großer Statur, das mithilfe seiner langen Ohren durch die Luft fliegt. Es hat ein ausgeprägtes Gehör und kann Geräusche von Weitem wahrnehmen und unterscheiden. Außerdem verfügt Angoramon über eine reife Persönlichkeit und kennt sich in der digitalen Welt aus. Wenn Ruri Klavier spielt, hört es ihr gerne zu.
Jellymon (ジェリーモン)
Das Weichtier-Digimon mit einem matschigen Kopf wird meistens nur „Jelly“ genannt. Es kann problemlos durch Wände und Böden schlüpfen. Zudem ist es überaus willensstark und hasst es, zu verlieren. Überdies genießt es typisch menschliche Aktivitäten und versucht, spielerisch an diesen teilzuhaben. Es hat Spaß daran, Kiyoshiro zu erschrecken.

## Produktion
Die Serie wurde von Oktober 2021 bis März 2023 auf Fuji TV ausgestrahlt. Das Produktionsunternehmen ist Tōei Animation. Regie führten Kimitoshi Chioka und Masato Mitsuka inszeniert wird, wobei Masashi Sogo die Drehbücher der Serie schrieb. Tenya Yabuno entwarf die Charakterdesigns und Mariko Itō adaptierte die Designs für die Animation. Kenji Watanabe war für die Designs der Digimon zuständig und Cho Shinozuka passte diese Designs für Animationen an. Die künstlerische Leitung lag bei Mai Ichioka.
Die Musik komponierte Kou Otani. Der Vorspann der Serie wurde unterlegt mit dem Lied Faction von Wienners. Die Abspanne wurden mit folgenden Liedern unterlegt:
- Pedal von Aiiro Apollo
- Because I'm Still in Love to This Day (だって今日まで恋煩い) von BMK
- Hikariau Monotachi (ひかりあうものたち) von Bye-Bye Hand
- Monster Disco von Shikao Suga × Hyadain
- Strawberry von Kobore
- Take Me Maybe von Penthouse

## Synchronisation
| Rolle                    | japanischer Sprecher (Seiyū) |
| ------------------------ | ---------------------------- |
| Hiro Amanokawa           | Mutsumi Tamura               |
| Ruri Tsukiyono           | Yu Kobayashi                 |
| Kiyoshirō Higashimitarai | Akira Ishida                 |
| Gammamon                 | Miyuki Sawashiro             |
| Angoramon                | Kazuya Nakai                 |
| Jellymon                 | Yu Shimamura                 |

## Veröffentlichungen
Digimon Ghost Game wurde offiziell von Bandai auf der DigiFes-2021-Veranstaltung am 1. August 2021 angekündigt, allerdings sickerte die Nachricht bereits am 28. Juli 2021 in den chinesischen sozialen Medien durch. Mit der Ankündigung auf der DigiFes-2021 wurde das erste Werbeplakat der Serie enthüllt. Der erste Trailer für Digimon Ghost Game wurde in Japan am 26. September 2021 nach der 65. Folge von Digimon Adventure: – welches eine Neuauflage des Animes von 1999 ist – gezeigt. In der Oktober-Ausgabe von Shueishas V-Jump-Magazin vom 19. August 2021 hieß es in der Präsentation ausdrücklich, dass Ghost Game der erste Horror-Anime des Digimon-Franchise sein werde.
Digimon Ghost Game bekam den gleichen Sendeplatz bei Fuji TV, den zuvor der Reboot eingenommen hatte. Die 67 Folgen wurden vom 3. Oktober 2021 bis zum 26. März 2023 gezeigt. Die Online-Plattform Crunchyroll veröffentlichte den Anime international per Streaming mit Untertiteln auf Deutsch, Englisch, Spanisch, Italienisch und Portugiesisch.